# فالديمار موتا
فالديمار موتا دا فونسيكا (بالبرتغالية: Waldemar Mota da Fonseca؛ 18 مارس 1906 – أبريل 1966) كان لاعب كرة قدم برتغاليًا لعب كلاعب خط وسط ومهاجم.

## وصلات خارجية
- فالديمار موتا على موقع ناشيونال فوتبول تيمز (الإنجليزية)
- فالديمار موتا على موقع أوليمبيديا (الإنجليزية)